# Engañados (Almacén 13)
Engañados (título original en inglés: Duped) es el noveno episodio de la primera temporada de la serie Almacén 13. Emitido por primera vez el 25 de agosto de 2009. Fue escrito por Ben Raab y Deric A. Hughes, y dirigido por Michael W. Watkins.

## Referencia al título
Engañados (título original en inglés: Duped) hace referencia al engaño que les procura Alice cuando se hace pasar por Myka.

## Sinopsis[1]
Un Artie obsesionado con MacPherson ha puesto a Pete, Myka y Claudia a hacer inventario, pero un momento de bromas entre Myka y Pete acaba en una explosión de luz cuando la bola de discoteca del Studio 54 se estrella contra el suelo y el espejo de Lewis Carroll se cae. Artie decide que es el momento asignarles un caso, así que Pete y Myka son enviados a Las Vegas. Pete no puede esperar para jugar a la ruleta...¿qué es lo que parece diferente Myka?
De vuelta en el Almacén, Artie y Claudia lo vuelven a colocar todo en su sitio pero cuando levantan el espejo, no ven sus reflejos; ven a Myka, gritando en silencio, intentando desesperadamente liberarse.
Pete y "Myka" encuentran a Gary y Jillian Whitman, una sexy pareja con un montón de fichas en la mesa. Gary no parece estar bien, y Pete decide registrar su habitación mientras "Myka" continua con la vigilancia. Ella ve una ficha de distinto color entre las de Gary y su mano derecha dañada pero, cuando Pete le pregunta si ha visto algo extraña, ella le miente.
Mientras tanto, en el Almacén, Claudia busca archivos con referencias a Alice Liddell, Charles Dodgson y Lewis Carroll (seudónimo de Dodgson). Dodgson estaba documentando descenso a la locura de una joven y sus historias eran, en realidad, mentiras inventadas por el Almacén para ocultar la verdad. Los agentes encargados de los archivos informaron de que habían encerrado a Alice Liddell en el espejo, de alguna manera. Leena pregunta acerca de la interacción del artefacto: "¿Podrían cambiar de lugar los reflejos?¿Pueden las personas?" Artie se da cuenta de que Myka está atrapada en el espejo.
De vuelta en el casino, Gary está empeorando. Pete sigue a Jillian, y se da cuenta de que sus dedos están dañados y entreve una ficha gastada entre sus dedos. "Myka" permanece con Gary, quien, después de que ella le golpee en la cara, se arrepiente de haber abierto la puerta. Escaleras abajo, Pete convence a Jillian para que le de la ficha. Como sus dedos se cierran alrededor de la ficha, ve el futuro! Pete se queda aturdido, pero la guarda y le sugiere que se vayan a un lugar lejano. 
En la habitación de los Whitman, "Myka" dispara a Gary con la Tesla antes de irse. Se sorprende al ver a Pete cuando abre la puerta, pero él se sorprende incluso más cuando ve el interior de la habitación, y la apunta con la pistola. Ella le explica que no tiene la intención de volver al espejo y, como Pete intenta llevarla de vuelta, le dispara con la Tesla
Los efectos de la ficha son evidentes cuando "Myka" lleva al Almacén. Con un martillo en una mano y una pistola en la otra, se acerca al espejo cubierto de lona. El reflejo de Myka se gira aterrorizada cuando "Myka" quita la lona, con el martillo en alto. Un torrente de pelotas de ping-pong distrae a "Myka" - las prácticas de Pete han valido la pena - y ella apunta a Pete. Antes de que pueda apretar el gatillo, Artie dispara una bengala y Leena activa la bola de discoteca del Studio 54.
Haces de luz golpean a "Myka", girando alrededor de su cuerpo. Gritando, es vuelta a encerrar en el espejo, que se estremece violentamente, cayendo hacia adelante. Pete y Artie se apresuran a levantarlo del suelo, revelando una monstruosa Alice..pero ¿que ha sido de Myka? Otra ráfaga devuelve a Myka al exterior. Desde el interior del espejo, Alice jura venganza, pero Pete rápidamente la tapa con la lona - el espejo es enviado a la Cámara de Seguridad.